# ロビー・ロバートソン (アルバム)
『ロビー・ロバートソン』（Robbie Robertson）は、カナダのロック・ミュージシャン、ロビー・ロバートソンが1987年に発表した、ソロ名義では初のスタジオ・アルバム。

## 背景
ダニエル・ラノワを共同プロデューサーに迎えて制作され、過去にラノワがプロデュースしたU2とピーター・ガブリエルもレコーディングに参加した。「スウィート・ファイア・オブ・ラヴ」はU2との共作で、この曲と「テスティモニー」にはU2の4人全員が参加している。また、ロバートソンと共にザ・バンドで活動していたガース・ハドソンとリック・ダンコも参加した。

## 反響
アメリカではBillboard 200で38位に達し、リリースから1年後の1988年10月にはRIAAによってゴールドディスクに認定された。ノルウェーのアルバム・チャートでは6週連続でトップ10入りし、最高5位を記録する大ヒットとなった。ニュージーランドでは29週連続でトップ50入りし、1988年6月5日付のアルバム・チャートで最高7位を記録。

## 評価
1989年の第31回グラミー賞では、本作が最優秀男性ロック・ボーカリスト賞にノミネートされるが、受賞は果たせなかった。一方、カナダのジュノー賞では、1989年に本作が年間最優秀アルバム賞を受賞し、ロバートソンは更に、年間最優秀プロデューサー賞（ダニエル・ラノワと連名）及び年間最優秀男性ボーカリスト賞を受賞した。
『ローリング・ストーン』誌が選出した「1980年代のベスト・アルバム100」では77位にランク・イン。

## 収録曲
特記なき楽曲はロビー・ロバートソン作。
1. 墜ちたエンジェル "Fallen Angel" (Robbie Robertson, Martin Page) – 5:53
2. ショウ・ダウン - ビッグ・スカイにて "Showdown at Big Sky" – 4:47
3. ブロークン・アロウ "Broken Arrow" – 5:23
4. スウィート・ファイア・オブ・ラヴ "Sweet Fire of Love" (R. Robertson, U2) – 5:16
5. アメリカン・ルーレット "American Roulette" – 4:55
6. クレイジー・リヴァーのどこかで "Somewhere Down the Crazy River" – 4:55
7. ヘルズ・ハーフ・エイカー "Hell's Half Acre" (R. Robertson, M. Page) – 4:20
8. ソニーとムーンライト "Sonny Got Caught in the Moonlight" – 3:51
9. テスティモニー "Testimony" – 4:51

## 他メディアでの使用例
1989年公開の映画『パウワウ・ハイウェイ』のサウンドトラックでは、本作から「墜ちたエンジェル」と「スウィート・ファイア・オブ・ラヴ」が使用された。また、1991年公開の映画『過ぎゆく夏』のサウンドトラックでは「墜ちたエンジェル」と「ショウ・ダウン - ビッグ・スカイにて」が使用された。
「ブロークン・アロウ」は、『暗闇のささやき』（1992年公開）、『キング・オブ・ハーレー』（1993年公開）といった映画のサウンドトラックで使用された。

## カヴァー
- ブロークン・アロウ
  - ロッド・スチュワート - アルバム『ヴァガボンド・ハート』（1991年）に収録[19]。
  - スウィートハーツ・オブ・ザ・ロデオ（英語版） - アルバム『Rodeo Waltz』（1993年）に収録[20]。

## 参加ミュージシャン
- ロビー・ロバートソン - ボーカル、ギター、キーボード
- ビル・ディロン - ギター(on #1, #2, #5, #6, #7, #8, #9)、
- ダニエル・ラノワ - パーカッション(on #2, #3, #4, #8, #9)、ギター(on #6, #8)、オムニコード(#6)、ベース(on #9)、バッキング・ボーカル(on #2, #3, #4)
- ガース・ハドソン - キーボード(on #1, #5)
- ピーター・ガブリエル - キーボード(on #1, #3)、ドラム・プログラミング(on #3)、ボーカル(on #1)
- ティンカー・バーフィールド - ベース(on #1, #5)
- ラリー・クライン - ベース(on #2)
- エイブラハム・ラボリエル - ベース(on #3)
- ハンス・クリスチャン - ベース(on #5)
- トニー・レヴィン - スティック・ベース(on #5, #7)、ベース(on #6, #8)
- マヌ・カチェ - ドラムス(on #1, #2, #6, #7, #8)、パーカッション(#1, #7, #8)
- テリー・ボジオ - ドラムス(on #3, #5)
- マーティン・ペイジ - ドラム・プログラミング(on #1)
- キャリー・バトラー - ドラム・プログラミング(on #8)
- ボノ - ボーカル(on #4)、ベース(on #4)、ギター(on #9)、バッキング・ボーカル(on #9)
- ジ・エッジ - ギター(on #4, #9)
- アダム・クレイトン - ベース(on #4, #9)
- ラリー・マレン・ジュニア - ドラムス(#4, #9)
- BoDeans - バッキング・ボーカル(on #2, #5)
- マリア・マッキー - バッキング・ボーカル(on #5)
- Sammy BoDean - バッキング・ボーカル(on #6)
- リック・ダンコ - バッキング・ボーカル(on #8)
- アイヴァン・ネヴィル - バッキング・ボーカル(on #9)
- ギル・エヴァンス - ホーン・アレンジ(on #9)